# Essey-et-Maizerais
Essey-et-Maizerais ist eine französische Gemeinde mit 328 Einwohnern (Stand: 1. Januar 2022) im Département Meurthe-et-Moselle in der Region Grand Est (bis 2015 Lothringen). Die Gemeinde gehört zum Arrondissement Toul und zum Kanton Le Nord-Toulois. 

## Geografie
Essey-et-Maizerais liegt am Rupt de Mad, etwa 30 Kilometer südöstlich von Metz im Regionalen Naturpark Lothringen. Umgeben wird Essey-et-Maizerais von den Nachbargemeinden Pannes im Norden, Euvezin im Osten, Flirey im Südosten, Saint-Baussant im Süden sowie Lahayville im Süden und Westen.

## Bevölkerungsentwicklung
| Jahr                       | 1962 | 1968 | 1975 | 1982 | 1990 | 1999 | 2006 | 2019 |
| Einwohner                  | 369  | 351  | 310  | 302  | 284  | 370  | 378  | 332  |
| Quellen: Cassini und INSEE |      |      |      |      |      |      |      |      |

## Sehenswürdigkeiten

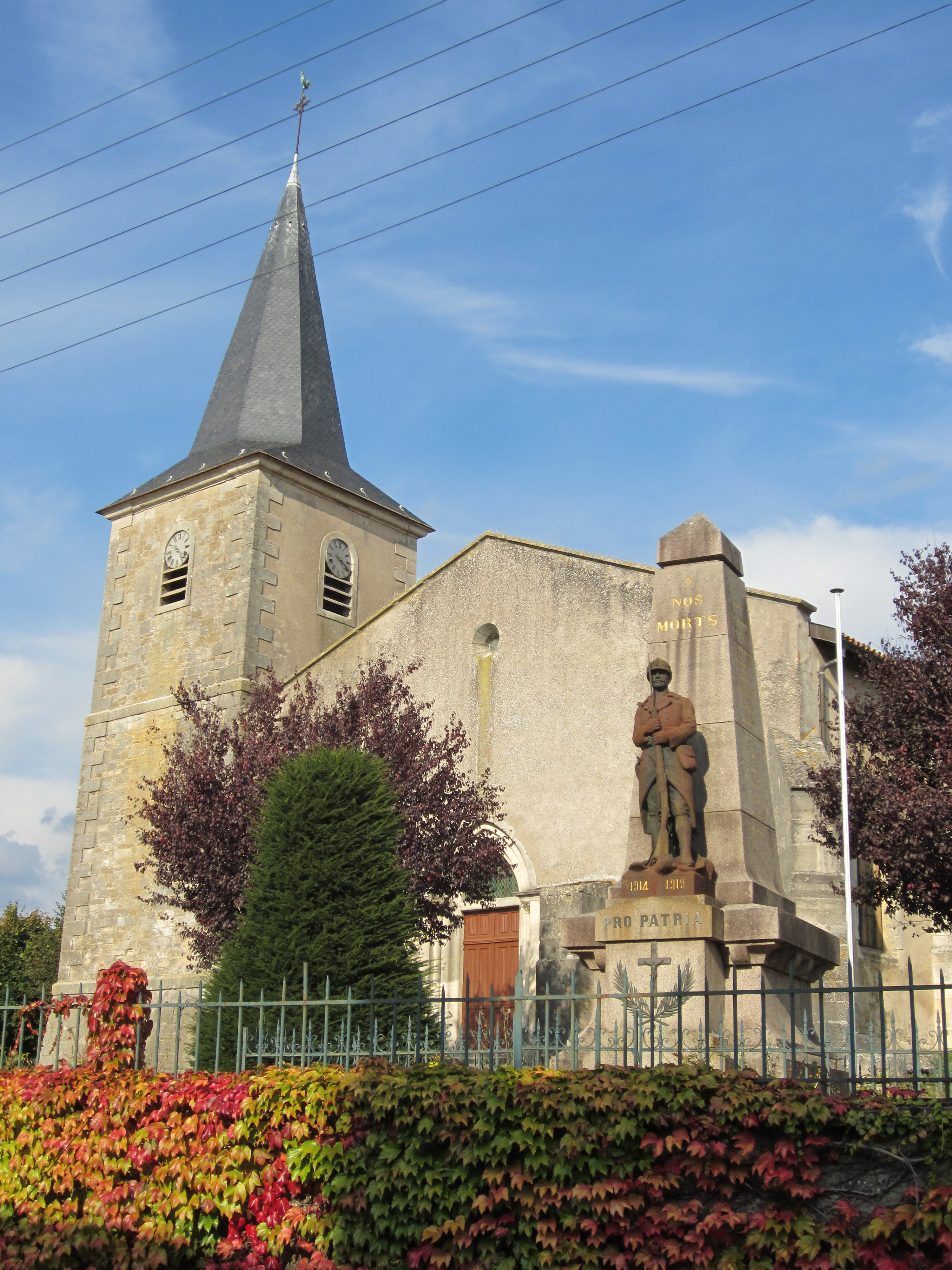
Kirche Saint-Martin

- Kirche Saint-Martin in Essey aus dem 13. Jahrhundert, An- und Umbauten aus dem 18. Jahrhundert, Monument historique